# ساگا ۱۱۶۳
سیارک ۱۱۶۳ (به انگلیسی: 1163 Saga، نامگذاری:1930BA) هزار و صد و شصت و سومین سیارک کشف شده‌است که در ۲۰ ژانویه ۱۹۳۰ و در هایدلبرگ کشف شد.
قدر مطلق سیارک برابر ۱۰٫۶۰ است.